# Knecht Ruprecht

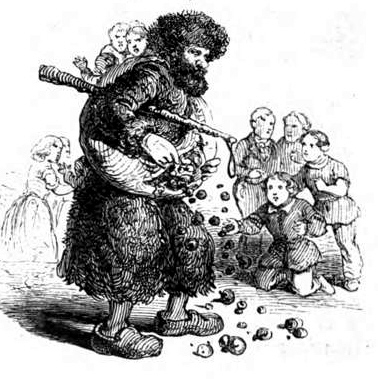
Ruprecht, Das festliche Jahr in Sitten, Gebräuchen und Festen der germanischen Völker, 1863

Knecht Ruprecht is de hulp van Sint-Nicolaas (Nigelaüs, Nikolaus, Samichlaus, Weihnachtsmann en andere benamingen) in de noordelijke en middelste delen van het Duitstalig gebied. Op de vooravond van Sint-Nicolaasdag (6 december) bezoekt Knecht Ruprecht samen met Sinterklaas de huizen. Ook verschijnt Knecht Ruprecht samen met het Christkind tijdens de kerstperiode.
In enkele regio's heeft Knecht Ruprecht een andere naam, zoals Ruppknecht, Knecht Nikolas, Nickel of Pelznickel (in Mittelrhein).

## Uiterlijk

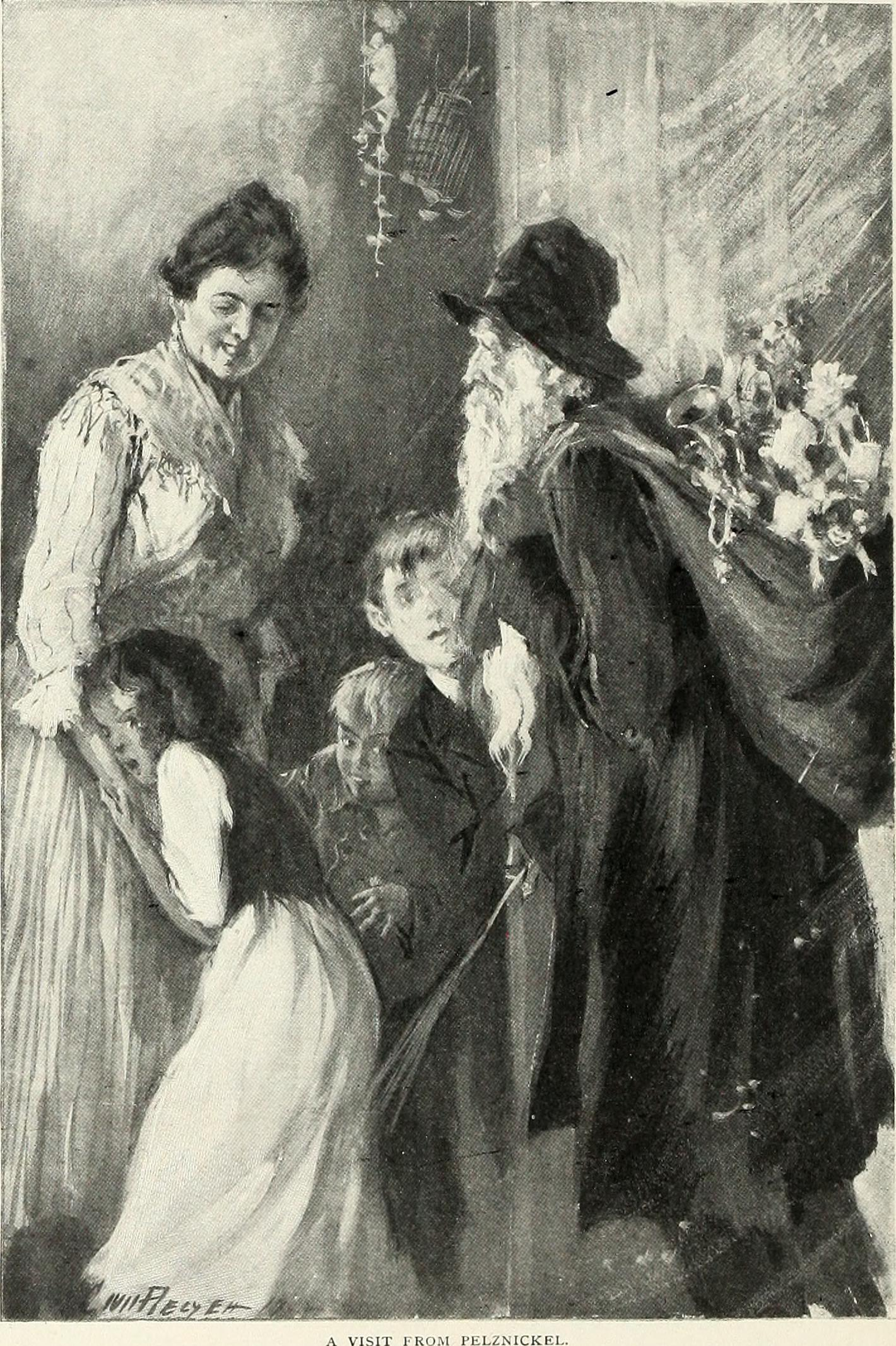
You'd better look out, or Pelznickel will catch you! Saint Nicholas, University of North Carolina at Chapel Hill, 1873

Knecht Ruprecht draagt meestal bruine of zwarte kleding. Hij heeft een baard en draagt een roe aan zijn gordel. Op de rug draagt hij een korf, waar geschenken in zitten (meestal mandarijnen, pinda's, chocola en gemberkoek). In vroegere tijden, in enkele regio's tegenwoordig nog altijd, droeg Knecht Ruprecht (met bont), was bont-behaard of had zelfs hoorns.

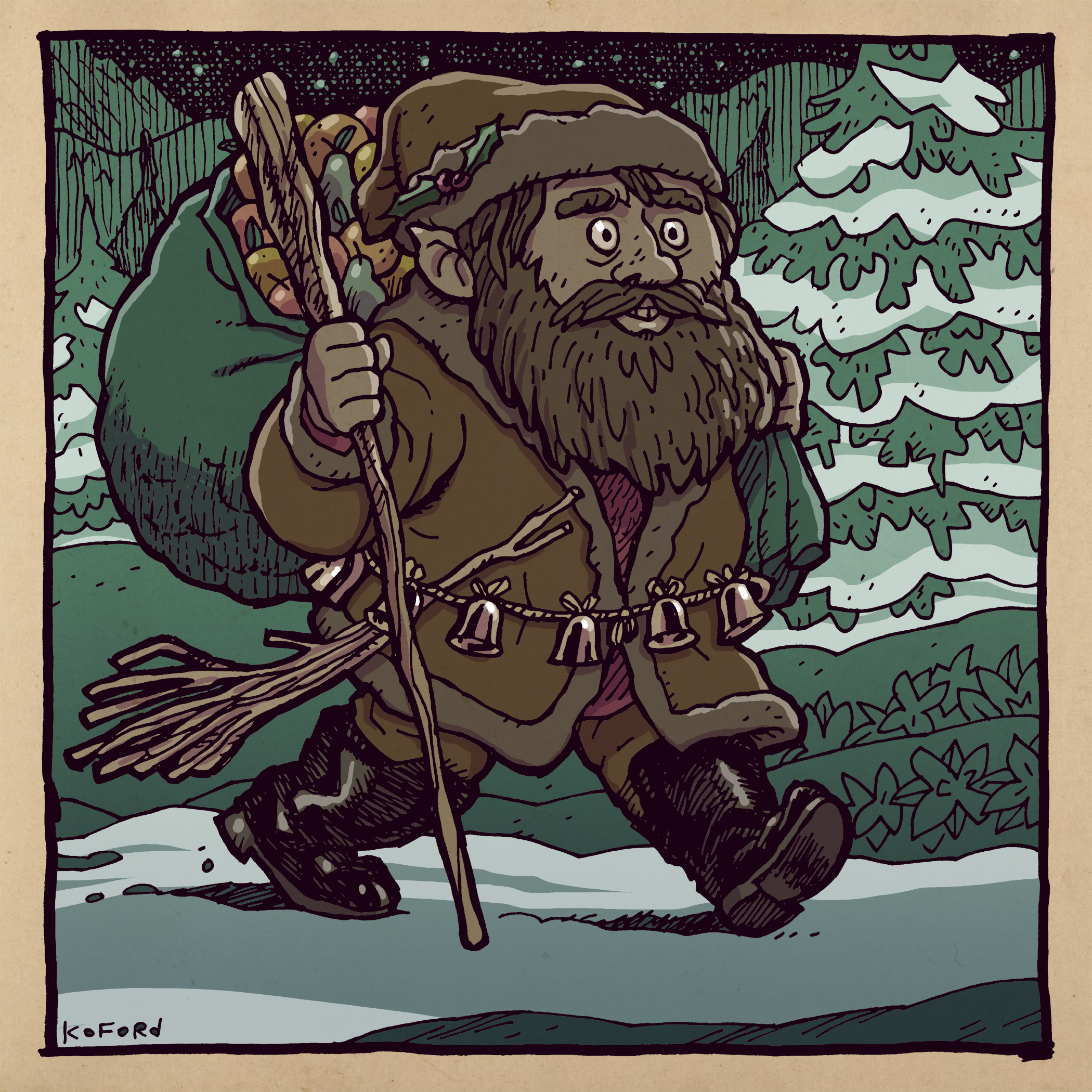
Kleurenillustratie van Knecht Ruprecht. Hij draagt een knuppel en een bundel takken rond zijn met bellen bedekte riem. Hij heeft een grijze huid en een lange bruine baard. Hij draagt een grote bruine jas en draagt een zak met verschillende soorten fruit over zijn schouder.

## Oorsprong en vergelijkbare figuren

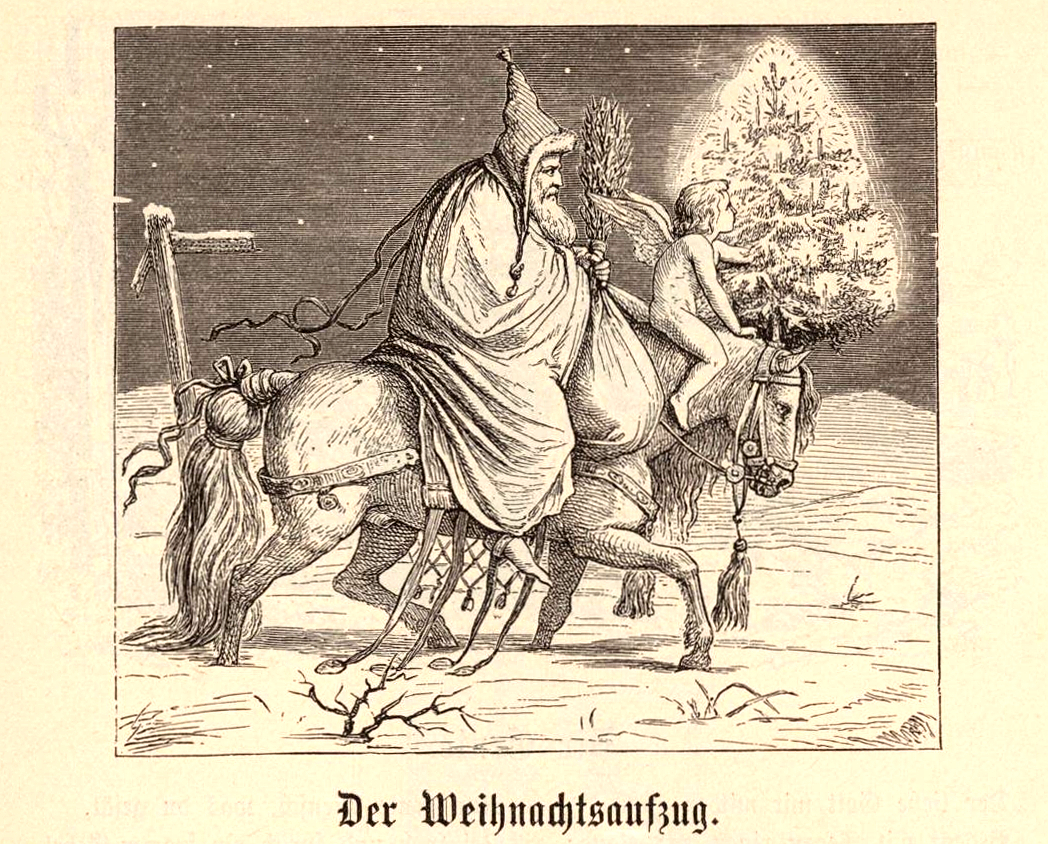
Knecht Ruprecht en het Christkind, 19e eeuw

Ruprecht is volgens Verwijs een samentrekking van Hruodpëraht. 
De figuur vindt zijn herkomst in de Germaanse traditie en is verwant met figuren als Pelznickel, Krampus, de Schimmelreiter, Zwarte Piet en Père Fouettard. Veel van deze figuren zijn verbonden met Sinterklaas of Sint-Maarten. Of deze figuren die in grote delen van Europa in tradities in november, december en januari voorkomen alle dezelfde oorsprong hebben is onzeker.

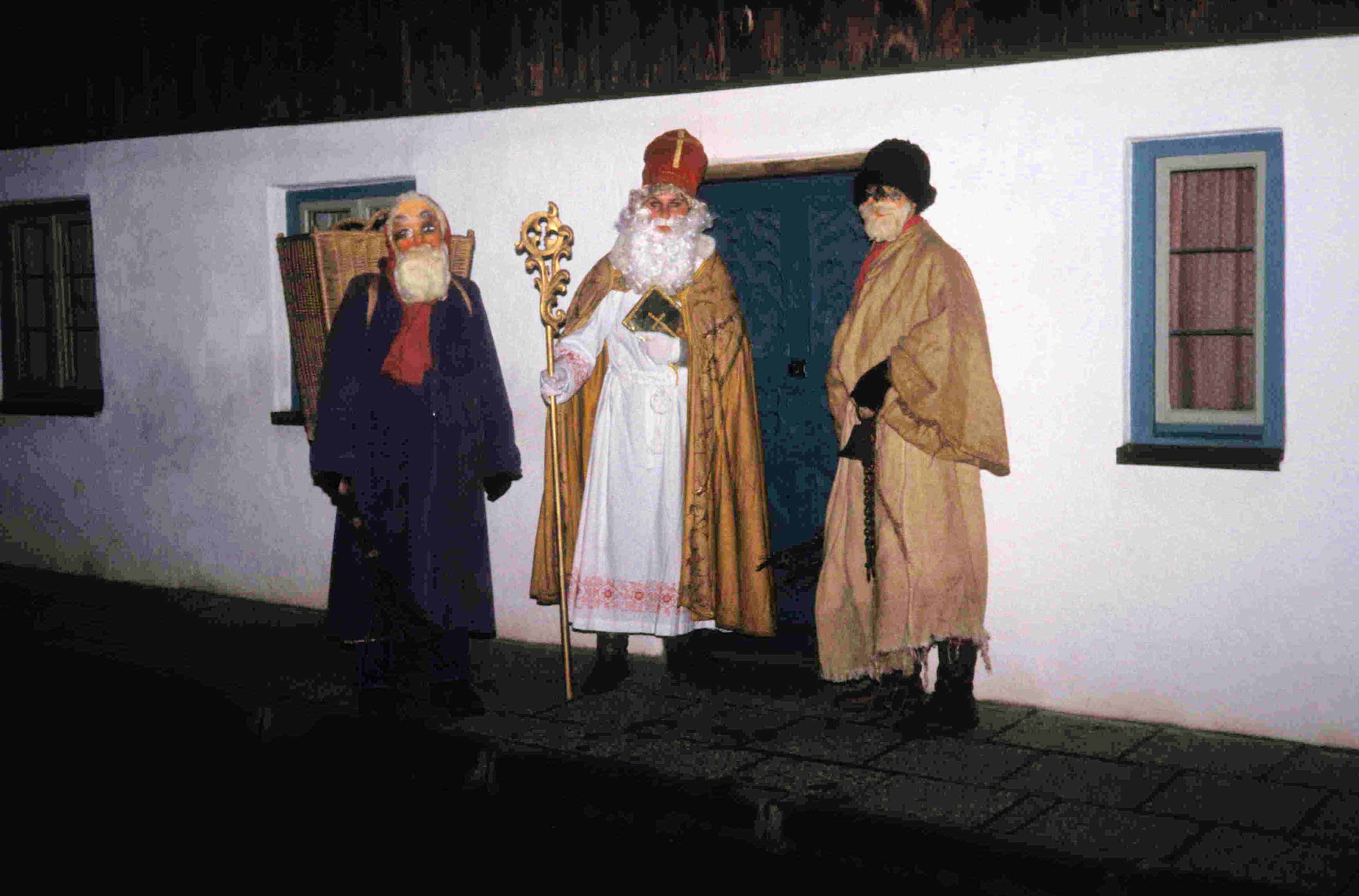
Knecht Ruprecht, Nikolaus en Krampus, 1986

## Gebruik

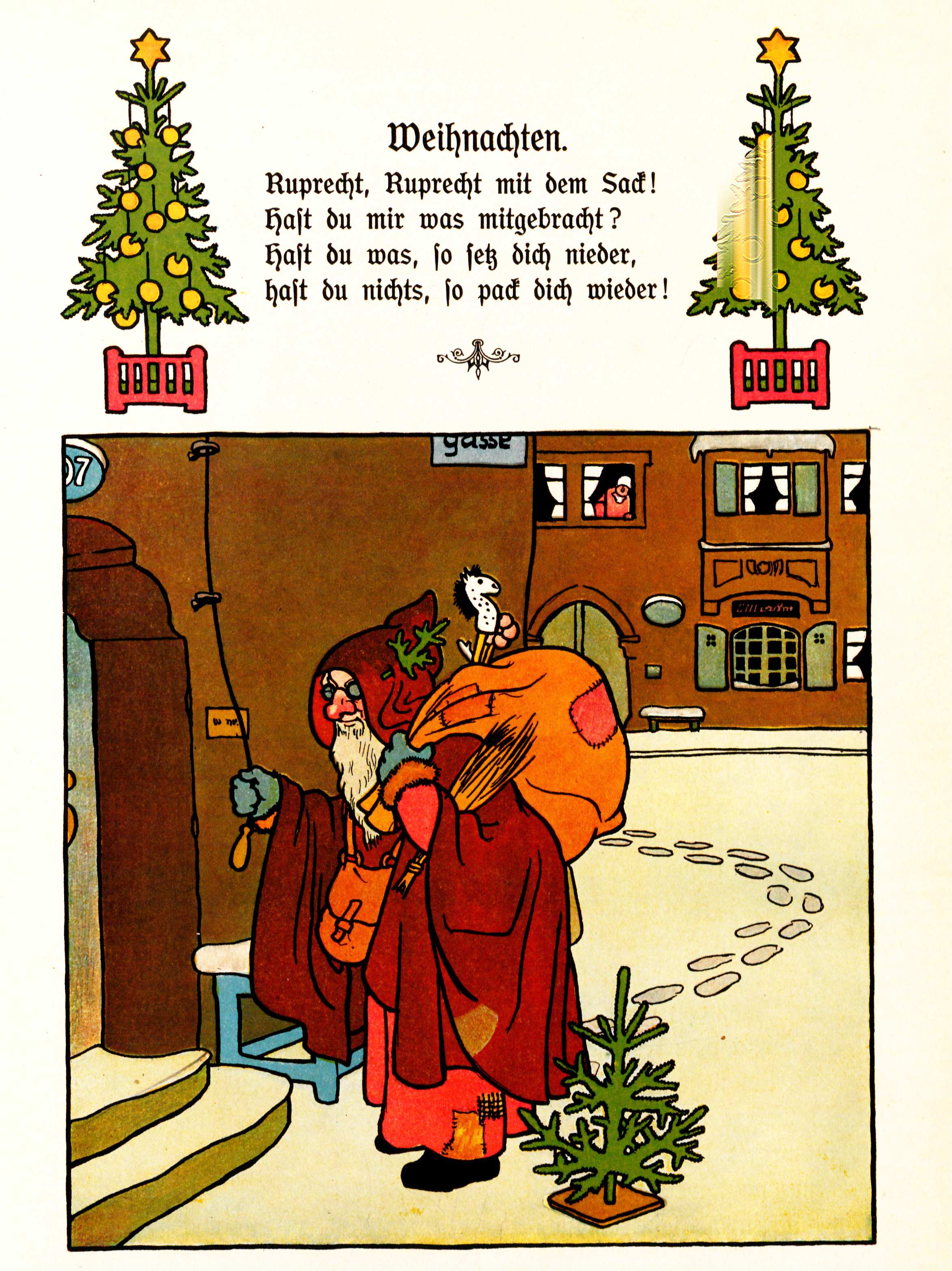
Afbeelding van knecht Ruprecht uit 1930

Net als Krampus (en Olentzero) komt Knecht Ruprecht uit het bos, in een dialoog met het Christkind (een gedicht van Theodor Storm, dat nog vaak voorgelezen wordt tijdens kersttijd) wordt dit duidelijk: Von drauß vom Walde komm ich her, ich muss euch sagen, es weihnachtet sehr.
Knecht Ruprecht is de negatieve tegenhanger van Sinterklaas of het Christkind, hij dreigt of bestraft de stoute kinderen. In vroegere tijden was Knecht Ruprecht nog niet overal de bekende naam, soms kwam de figuur voor als de duivel.
Jacob Grimm schreef dat de naam van het Oudhoogduitse hruodperaht (Ruhmglänzender) stamde en daarmee verwees naar Wodan of knecht van Vrouw Holle. Een moderne verklaring van de naam (rûhperht , rauhe Percht) verwijst naar de twaalf nachten tussen kerst en 6 januari (Rauhnachten of de heidense twaalf nachten) en Perchta. Dit heeft overeenkomsten met Befana en Grýla met de Jólasveinar, zie ook Kukeri.
Oorspronkelijk werd Knecht Ruprecht gebruikt als boeman of kinderschrik. Net als de Kinderfresser de Butzenberch (de laatste figuur stamt ook af van het Perchta-gebruik, Butzemann, Butz of ook wel Buschemann is de Duitse benaming voor boeman en volgens de verklaring van de gebroeders Grimm en Anmerkungen zu den Kinder- und Hausmärchen der Brüder Grimm door Johannes Bolte en Georg Polívka is Meneer Korbes vergelijkbaar met deze figuur) draagt Knecht Ruprecht een zak of korf, waarin de kinderen konden worden meegenomen (zie ook man met de zak). Ook de Krampus, Zwarte Piet, Grýla en Père Fouettard dragen zakken of korven. Tegenwoordig wordt de zak of mand voornamelijk gebruikt om de cadeautjes te dragen die Sinterklaas uitdeelt.
Vooral in calvinistische streken verdween het idee van een negatieve tegenhanger of knecht van Sinterklaas of het Christkind. De naam veranderde soms in Herre Sente Rupperich of Herr Sankt Ruprecht. In de 17e eeuw werd geprobeerd de herkomst te koppelen aan een legendarische priester met de naam Ruprecht. Hij zou boeren vervloekt hebben die tijdens kerstnacht met hun dronken gezang en gedans de kerstmis hebben verstoord.
Tijdens het Klausjagen deelt Sinterklaas samen met vier Schmutzlis koekjes uit aan het publiek.

## Afbeeldingen

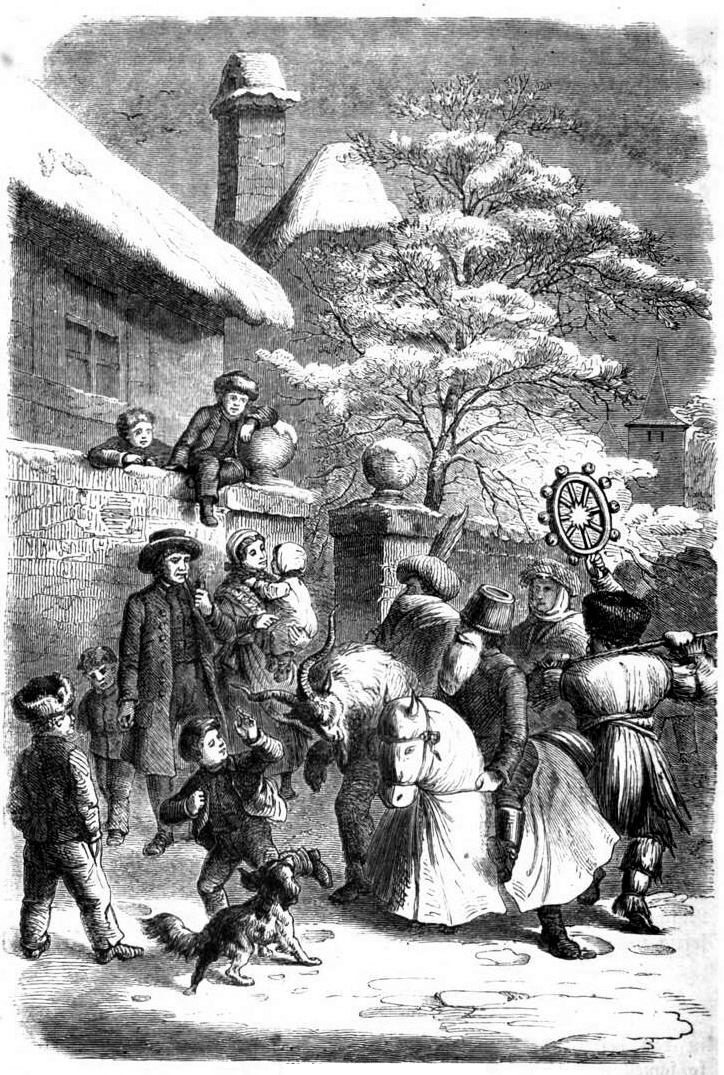
Knecht Ruprecht, Wepelrot (een wiel gemaakt van wilgentakken), de Schimmelrijder met Klapperbock, Beer in Das festliche Jahr, 1863

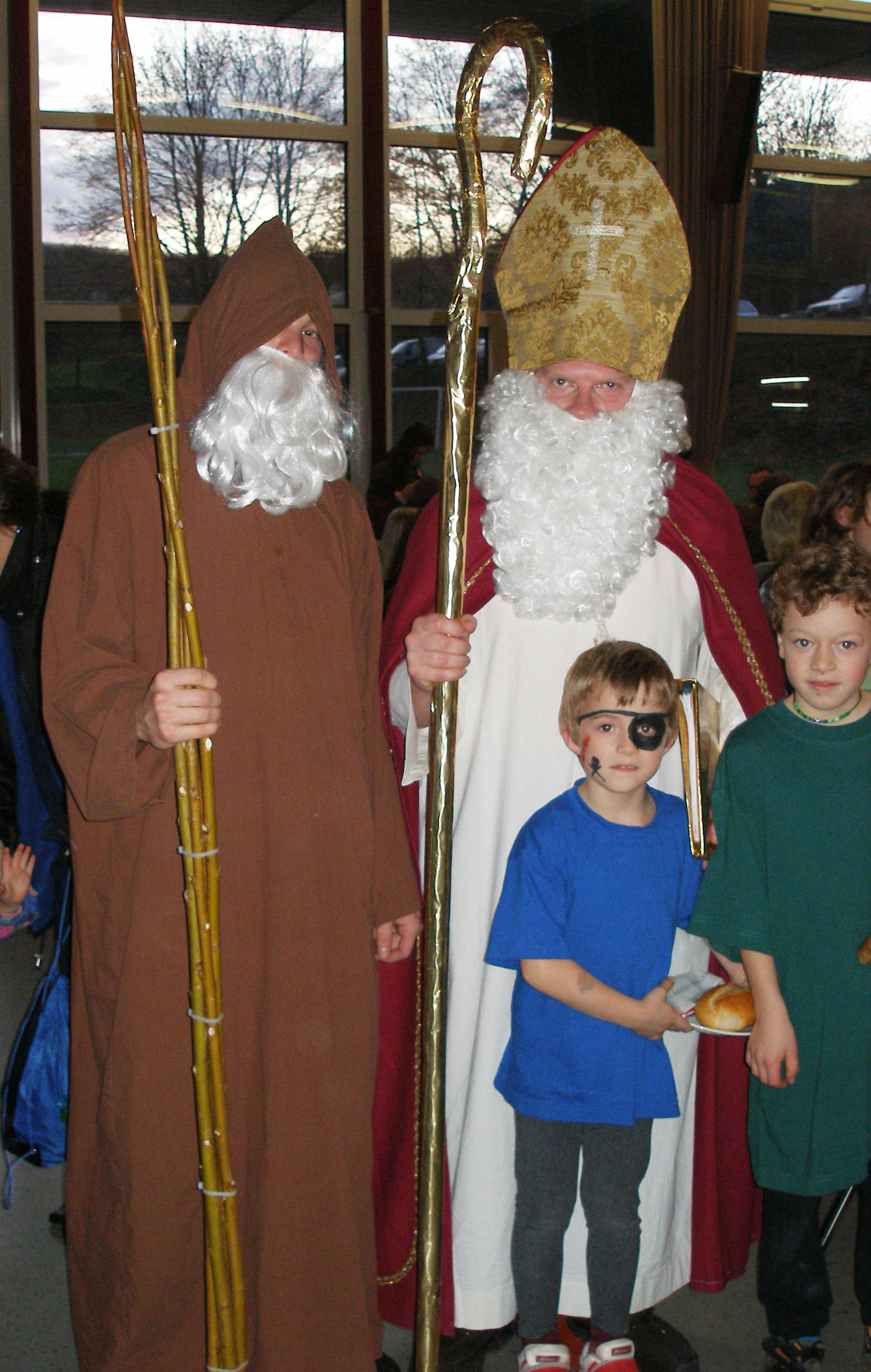
Knecht Ruprecht (Gnächt Ruprächt) en Sinterklaas (Dr Nigelaüs alias Samichlaus)
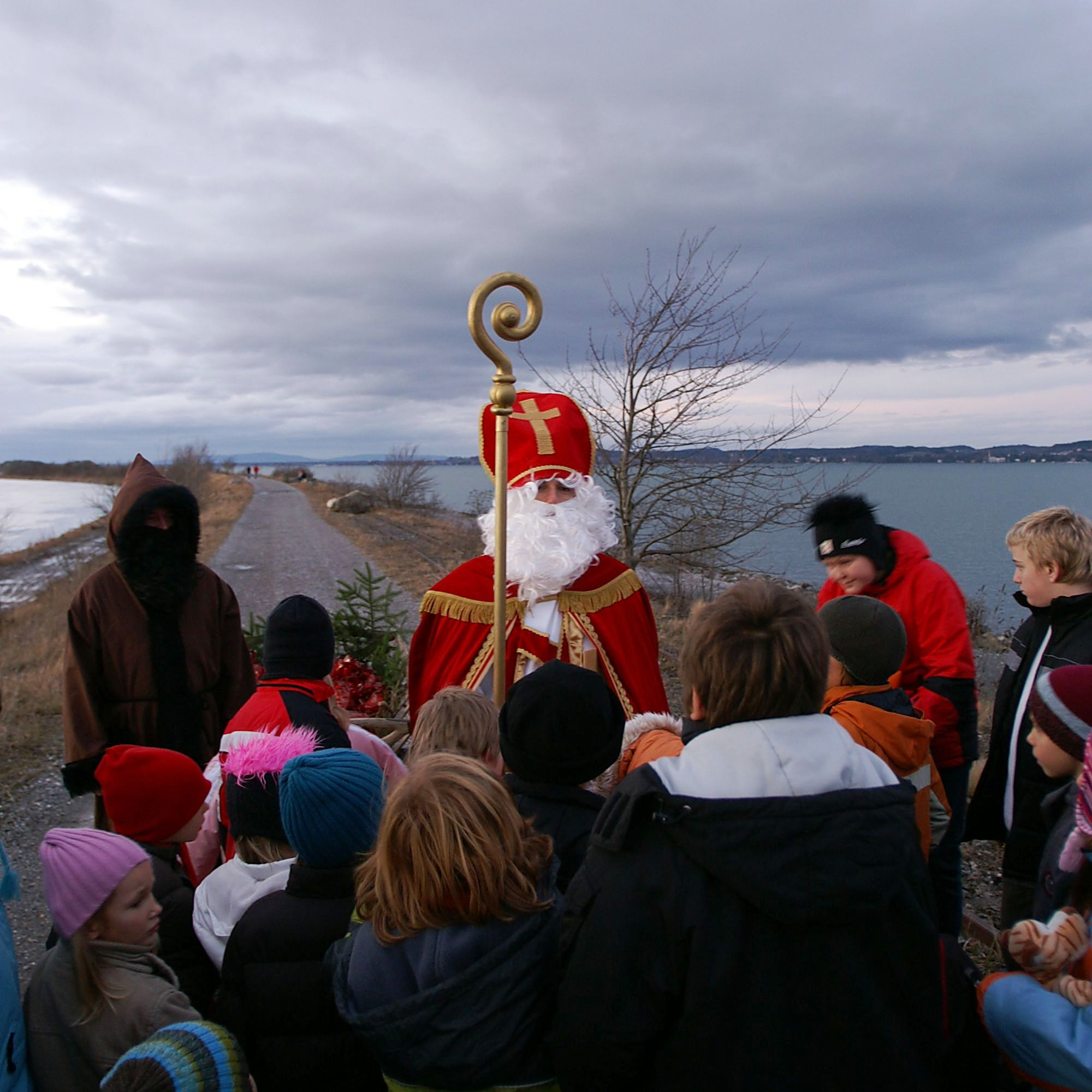
Knecht Ruprecht en Sinterklaas delen cadeautjes uit bij de Bodensee, 2007
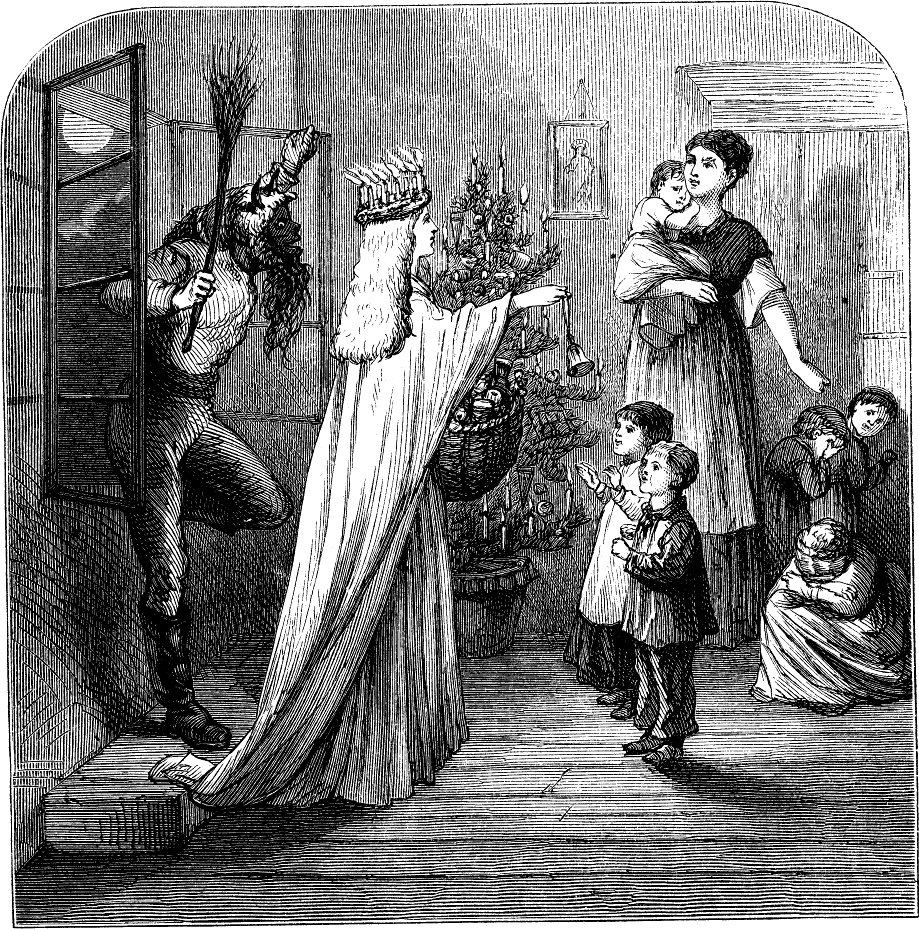
Het Christkind en Hans Trapp, 1873
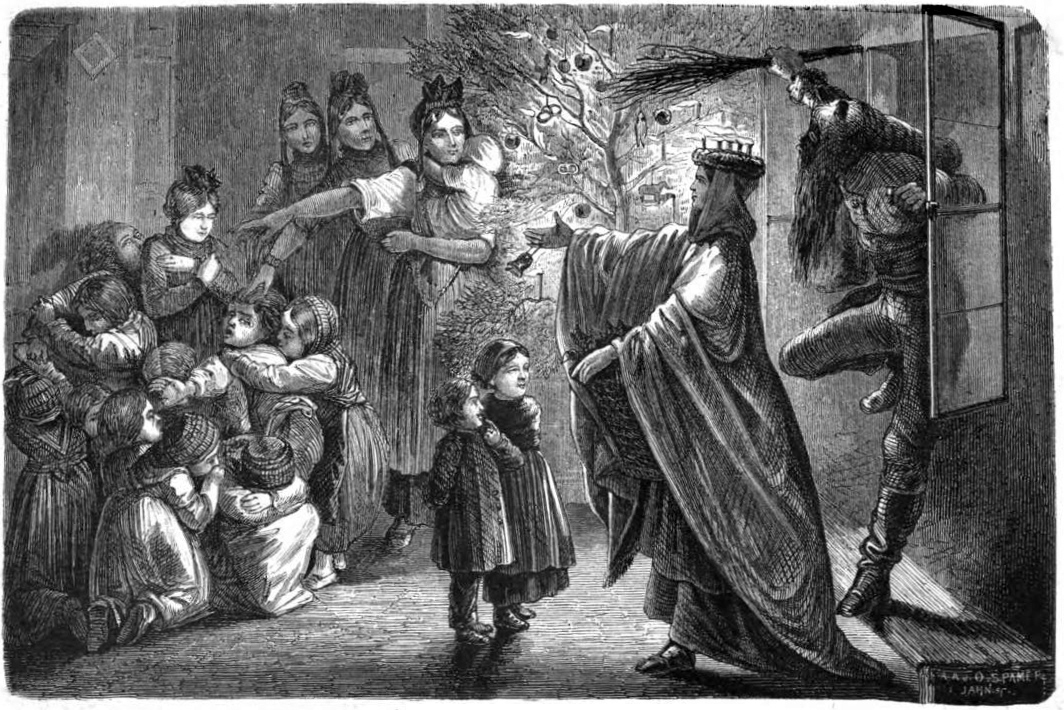
Het Christkindl en Hans Trapp, Das festliche Jahr in Sitten, Gebräuchen und Festen der germanischen Völker, 1863
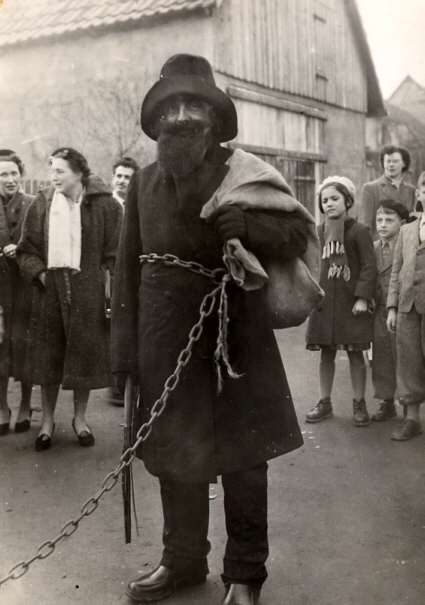
Hans Trapp, Elzas, 1953
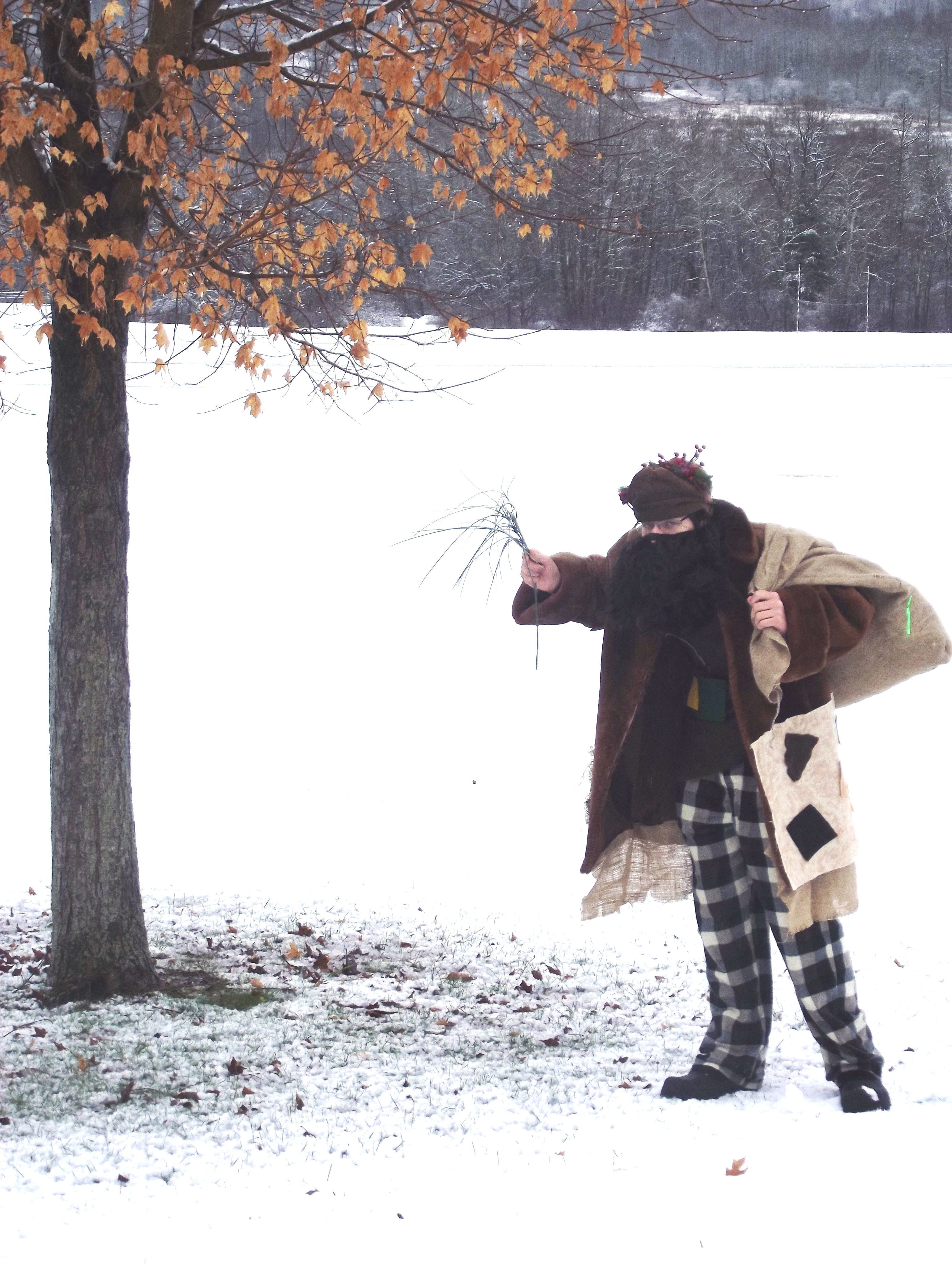
Moderne Belsnickel, 2012